# Franz Muhri

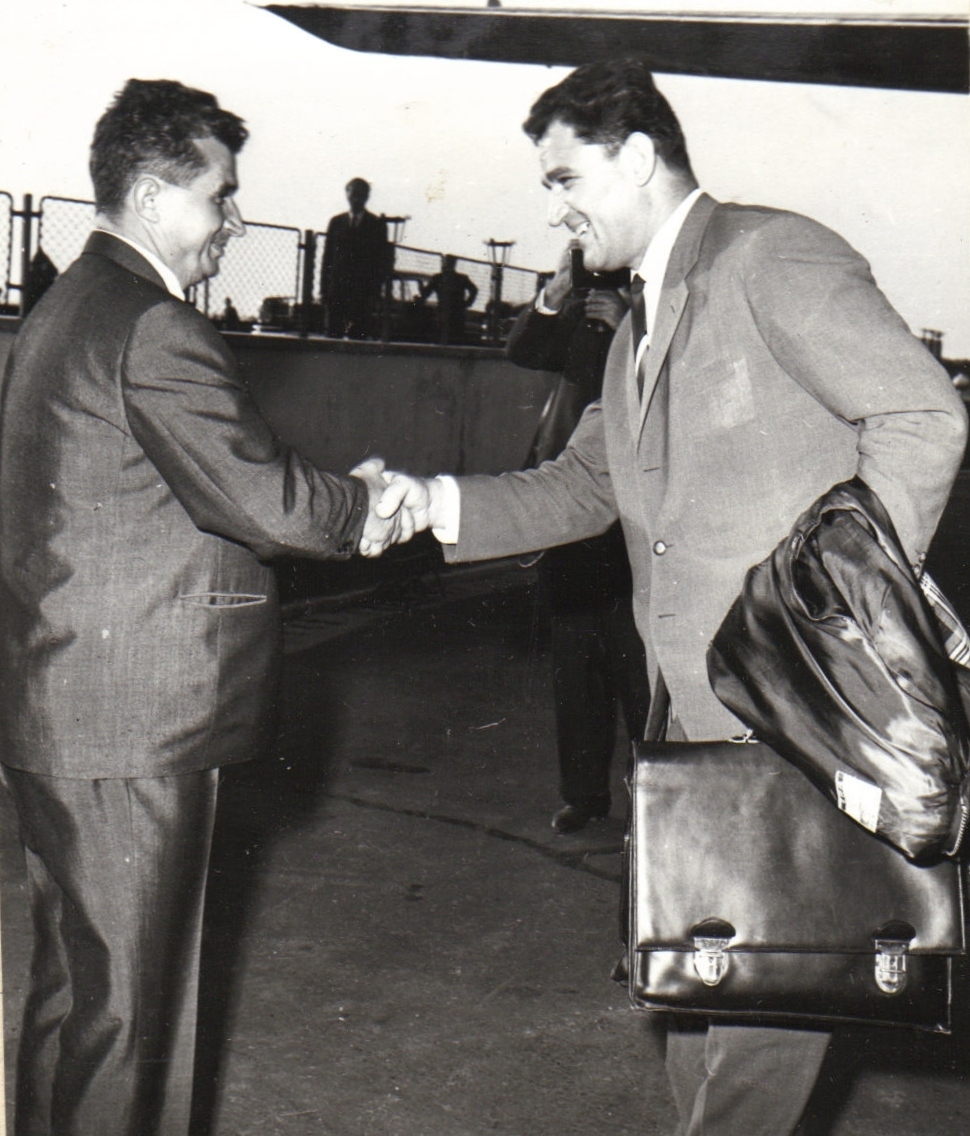
Nicolae Ceaușescu und Muhri in Rumänien

Franz Muhri (* 21. Oktober 1924 in Steyeregg, Gemeinde Limberg bei Wies, Steiermark; † 7. September 2001 in Wien) war ein österreichischer Politiker und 25 Jahre lang Vorsitzender der KPÖ.
Muhri begann seine berufliche Laufbahn als Bauarbeiter. Nach einem Abendkurs an der Grazer Handelsschule war er als Lohnverrechner tätig. Während der Zeit des Nationalsozialismus war er seit 1940 in einer kommunistischen Gruppe junger Antifaschisten aktiv, die vom Lehrer Richard Zach geleitet wurde, der von den Nazis hingerichtet wurde. Ein Onkel, der ebenfalls Franz Muhri hieß (1. April 1914 - Herbst 1940), war kränklich, trug sich mit Selbstmordgedanken, litt an Tuberkulose und wurde nach dem 10. September 1940 im Rahmen des Euthanasie-Programmes von der Grazer Klinik Feldhof nach Brandenburg verlegt, wo er angeblich an einer Lungenentzündung starb, nach Informationen seiner Familie jedoch ermordet wurde. Muhri wurde 1942 zur deutschen Wehrmacht eingezogen, 1943 desertierte er und schloss sich einer Widerstandsgruppe auf der Koralpe an.
1945 arbeitete Muhri als Bezirkssekretär der KPÖ in Deutschlandsberg. 1947 wurde er Leiter der niederösterreichischen Landesparteischule der KPÖ. 1949 wechselte er als Bezirkssekretär nach Mödling und 1951 in derselben Funktion nach Gänserndorf ins Erdölgebiet. Von 1954 bis 1957 studierte er drei Jahre an der zentralen Parteihochschule der KPdSU „W. I. Lenin“ in Moskau. Nach seiner Rückkehr wurde er Landessekretär der KPÖ Steiermark, bevor er 1961 nach Wien wechselte. In diesem Jahr wurde er am 18. Parteitag in das Zentralkomitee und Politbüro der Partei gewählt. 
1965 löste Muhri am 19. Parteitag Johann Koplenig als Vorsitzenden der KPÖ ab. Am 20. Parteitag der KPÖ im Jänner 1969 drohte Muhri öffentlich seinen Rücktritt an, um die Wiederwahl von „eurokommunistisch“ orientierten Mitgliedern des Zentralkomitees zu erreichen, die im ersten Wahlgang keine Mehrheit erreicht hatten. 1971 revidierte die KPÖ ihre zunächst kritische Haltung gegenüber dem Einmarsch der Warschauer Vertragsstaaten im August 1968 in die Tschechoslowakei.
Nach seinem Rücktritt als Parteivorsitzender am 27. Parteitag im Jänner 1990 wurde Muhri Referent für Internationale Beziehungen der KPÖ. Er setzte sich in diesen Jahren mit Nachdruck bei den sowjetischen bzw. russischen Stellen für eine Rehabilitierung der österreichischen Opfer des Stalin-Terrors ein.

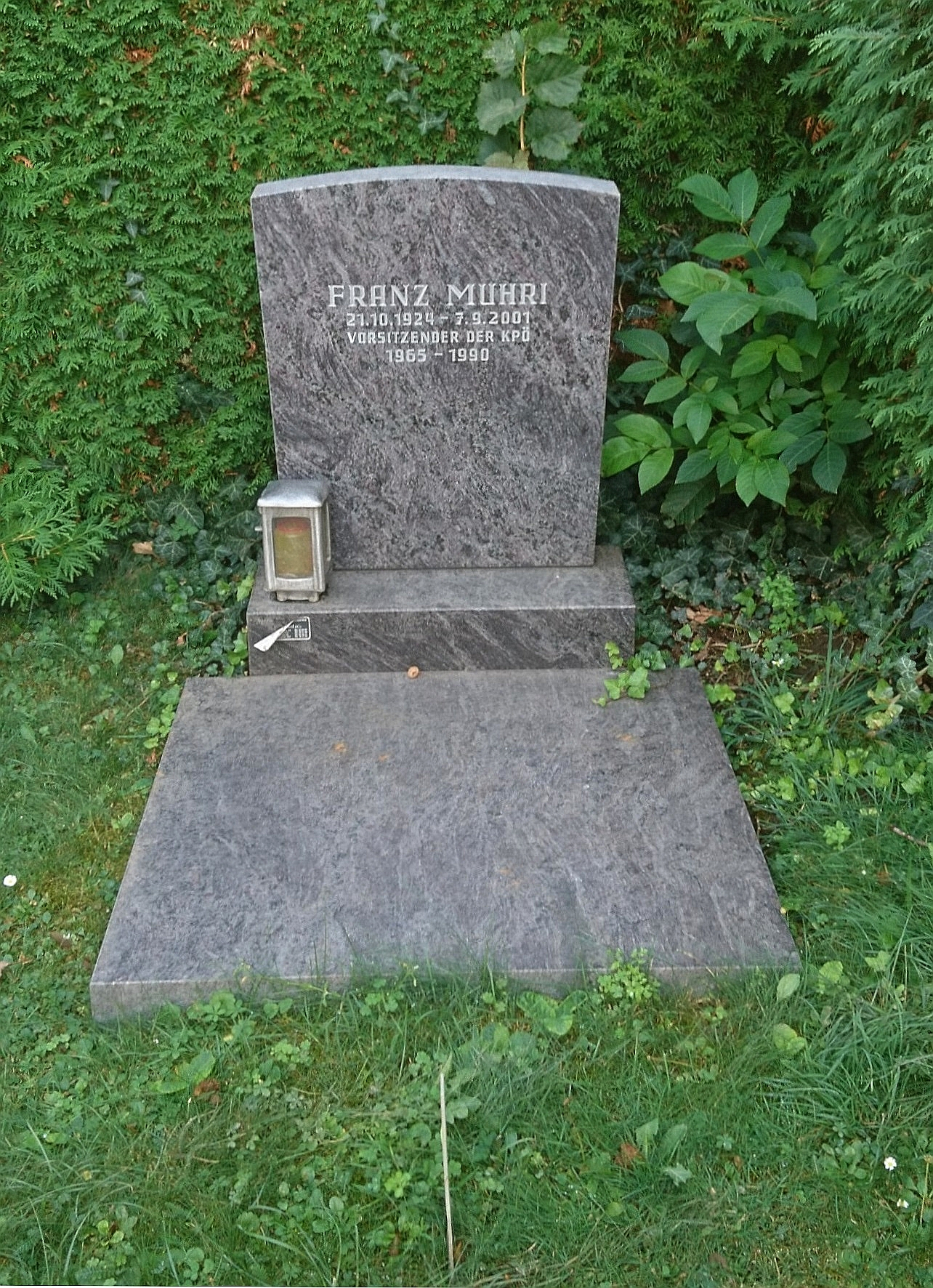
Das Grab von Franz Muhri auf dem Urnenhain der Feuerhalle Simmering in Wien

Muhri wurde am Friedhof der Feuerhalle Simmering in Wien bestattet (Abteilung 7, Ring 3, Gruppe 4, Nummer 12).

## Schriften
- Kein Ende der Geschichte: Erinnerungen, kritische Bilanz eines politischen Lebens, Gedanken über die Zukunft. Globus-Verlag, Wien 1995, ISBN 3-85364-218-7.
- mit Walter Baier: Stalin und wir. Globus-Verlag, Wien 2001, ISBN 3-901421-51-3.